# Бештува
Бештува (узб. Beshtuvo / Бештуво) — посёлок городского типа, расположенный на территории Гиждуванского района Бухарской области Республики Узбекистан.
Статус посёлка городского типа с 2009 года.